# ون درايف
مايكروسوفت ون درايف (بالإنجليزية: OneDrive)‏ سابقا (SkyDrive أو Windows Live SkyDrive) هو خدمة استضافة الملفات من مايكروسوفت التي تتيح للمستخدمين رفع ومزامنة الملفات إلى سحابة التخزين ومن ثم الوصول إليها من خلال المتصفح أو الجهاز المحلي.
ون درايف هو جزء من مجموعة الخدمات عبر الانترنت المعروفة سابقا باسم ويندوز لايف. تعطي خدمة ون درايف ميزة الخصوصية وإمكانية الحفاظ على الملفات الخاصة أو مشاركتها مع جهات الاتصال أو جعل الملفات عامة أي لكل المستخدمين سواء كانوا من جهات اتصال صاحب الملفات أم لم يكونوا.
و يشار بالذكر أن الملفات العامة أو المنشورة للعامة يستطيع أي مستخدم موصول بالانترنت الولوج اليها حتى بدون امتلاكه حساب Micrososft.
بالإضافة إلى خدمة تخزين الملفات الشخصية تقدم مايكروسوفت خدمة سحابة التخزين لرجال الأعمال مثل OneDrive for Bussiness.

## التاريخ
أثناء إطلاقها، كانت الخدمة معروفة باسم مجلدات ويندوز لايف، وكان اسمها الرمزي في ذلك حين إذن (سكاي درايف)، تم تقديم الخدمة في ذلك الوقت لعدد قليل من المستخدمين لاختبارها، في 1 أغسطس 2007، تم توسيع نطاق الخدمة لتشمل جمهورا أوسع. وبعدها بوقت قصير، في 9 أغسطس 2007، تم تغيير اسم الخدمة إلى ويندوز ليف سكايدريف وتم إتاحتها للاختبار في المملكة المتحدة والهند. اعتبارا من 22 مايو 2008 كان سكايدريف متاحا في البداية في 38 دولة ومنطقة. توسعت الخدمة في وقت لاحق لتصل إلى 62 دولة. في 2 ديسمبر 2008، تمت ترقية قدرة حساب سكيدريف الفردية من 5 غيغابايت إلى 25 غيغابايت.
تم تحديث سكايدريف إلى الإصدار «ويف 4» في 7 يونيو 2010، وتمت إضافة القدرة على العمل مع مايكروسوفت أوفيس ويب أبس (المعروف الآن باسم أوفيس أونلين)، مع الإصدار. في هذا التحديث، بسبب وقف شريط الأدوات في ويندوز لايف، توقفت القدرة على مزامنة وتبادل ارتباطات الويب المرجعية بين المستخدمين عبر سكايدريف. ومع ذلك، كان المستخدمون لا يزالون قادرين على استخدام شبكة ويندوز لايف.
في يونيو 2010، تم ترحيل مستخدمي أوفيس لايف وورك سباس، الذي صدر في أكتوبر 2007، إلى ويندوز ليف أوفيس. وشملت الهجرة جميع مساحات العمل والوثائق وأذونات المشاركة الموجودة.اندماج الخدمتين كان نتيجة لقرار ميكروسوفت بدمج فريق أوفيس ليف في ويندوز ليف في يناير 2009، فضلا عن العديد من أوجه القصور مع أوفيس ليف ورك سباس، والتي تفتقر إلى مشاهدة وثيقة عالية الدقة ولم تسمح بالملفات ليتم تحريرها من داخل متصفح الويب. كما أن أوفيس ليف ورك سباس لم يقدم أي تعاون في وضع عدم الاتصال والمشاركة في التأليف - وبدلا من ذلك تم «سحب» المستندات و«تم تسجيل الدخول»، على الرغم من أن الخدمة لم تتكامل مع شاريدفيو للمشاركة في الوقت الفعلي للشاشة.

## روابط خارجية
- ون درايف على موقع Google Play (الإنجليزية)